# Bulgarische Orthodoxe Alternative Synode
Die Alternative Synode (bulgarisch Алтернативния Синод) war eine orthodoxe Kirche in Bulgarien von 1996 bis 2015.

## Geschichte
1992 wurde bekannt, dass Patriarch Maxim der Bulgarisch-Orthodoxen Kirche im Jahre 1971 mit Hilfe der sozialistischen Regierung ins Amt gekommen war. Die Wahl wurde von zahlreichen Geistlichen als ungültig betrachtet und seine Absetzung  gefordert.  Metropolit Pimen (Enew) war der Führer der oppositionellen Forderungen.
1996 wurde eine Alternative Synode gebildet und Pimen zum Patriarchen ernannt. Die Kirche besetzte mit Unterstützung des Verteidigungsministeriums den Amtssitz der Bulgarisch-Orthodoxen Kirche in Sofia. 1997 war Patriarch Pimen an der offiziellen Amtseinführung von Präsident Stojanow beteiligt. Das Oberste Gericht Bulgariens erklärte die Registrierung der alten Bulgarisch-Orthodoxen Kirche für ungültig. Die anderen kanonischen orthodoxen Kirchen wie das Ökumenische Patriarchat von Konstantinopel erkannten jedoch weiterhin die Bulgarisch-Orthodoxe Kirche an und lehnte die Alternative Synode als nicht rechtmäßig ab. 1998 rief Präsident Stojanow zur Versöhnung auf.
1999 starb Patriarch Pimen der Alternativen Synode. Es wurde kein Nachfolger bestimmt. 2002 wurde die Religionsgesetzgebung in Bulgarien zu Ungunsten der Alternativen Synode verändert. 2004 wurden ihr über 100 Kirchen und andere Gebäude enteignet.
2008 wurde Metropolit Innokenti als neues Oberhaupt der Alternativen Synode gewählt. 2009 erklärte der Europäische Gerichtshof für Menschenrechte in Strasbourg die Gesetzgebung von 2002 für rechtswidrig und sprach der Alternativen Synode 2010 eine Entschädigung von 50.000 Euro zu. 2010 rief Metropolit Innokenti zur Heilung der Spaltung auf.  
2015 wurden beide Kirchen wieder vereinigt, mit aktiver Vermittlung des Ökumenischen Patriarchats von Konstantinopel.